# Bidens prestinaria
Bidens prestinaria là một loài thực vật có hoa trong họ Cúc. Loài này được (Sch.Bip. ex Sch.Bip.) Cufod. mô tả khoa học đầu tiên năm 1967.